# Kacikivka, Iampol
Kacikivka (în ucraineană Качківка) este o comună în raionul Iampol, regiunea Vinița, Ucraina, formată numai din satul de reședință.

## Demografie
Componența lingvistică a satului Kacikivka
     Ucraineană (98,78%)
     Rusă (1,01%)
     Alte limbi (0,1%)
Conform recensământului din 2001, majoritatea populației satului Kacikivka era vorbitoare de ucraineană (98,78%), existând în minoritate și vorbitori de rusă (1,01%).